# Alompra bidiensis
Alompra bidiensis är en fjärilsart som beskrevs av Willie Horace Thomas Tams 1953. Alompra bidiensis ingår i släktet Alompra och familjen ädelspinnare. Inga underarter finns listade i Catalogue of Life.